# Odontolabis antilope
Odontolabis antilope là một loài bọ cánh cứng trong họ Lucanidae. Loài này được Von Rothenburg mô tả khoa học năm 1901.